# Tórshavnar uttanbíggja kommuna
Tórshavnar uttanbíggja kommuna (Tórshavns omegns kommune) var en kommune på Færøerne. Den blev oprettet af resterne af Suðurstreymoyar prestagjalds kommuna i 1930, efter flere andre bygder var blevet selvstændige. Kommunen fik Argir som administrationsccenter. Bygderne Hoyvík og Hvítanes blev indlemmet i Tórshavnar kommuna i 1978, og det resterende område blev derefter til Argja kommuna.